# Živojin Nikolić
Živojin Nikolić (srbsko Живојин Николић), srbski general, * 19. januar 1911, † 23. februar 1990.

## Življenjepis
Med drugo svetovno vojno je bil poveljnik 8. srbske brigade, 22. divizije in namestnik poveljnika 13. korpusa.
Po vojni je bil poveljnik Niške vojaške oblasti, poveljnik Intendantske častniške šole, načelnik štaba korpusa, poveljnik divizije,...